# Juan Carlos Cabanillas
Juan Carlos Cabanillas (Callao, 2 de mayo de 1963) es un exfutbolista y director técnico peruano. Se desempeñaba en la posición de centrocampista.

## Trayectoria
Debutó profesionalmente en 1981 en el Sport Boys, saliendo campeón de la Primera División del Perú con el equipo del puerto en 1984. Sus buenas actuaciones lo llevaron al club Universitario de Deportes. Debutó en la «U» en 1986, y aunque no tuvo la actuación deseada en la Copa Libertadores, demostró sus dotes siendo contratado por el Independiente Santa Fe de Colombia. Luego estuvo en el Montevideo Wanderers de Uruguay, regresando al Perú para jugar por Unión Huaral, Universidad Técnica de Cajamarca, Deportivo Municipal, al mismo Sport Boys y finalmente al Guardia Republicana, equipo en el cual se retiró.
Fue asistente técnico de la selección peruana sub-17 con el técnico César Gonzales en 2001 y también del Sport Boys. Además fue entrenador del Sport Boys, Universidad Técnica de Cajamarca y La Peña Sporting. Posteriormente estuvo dedicado a la práctica del fútbol playa formando parte de la selección del Perú en la Copa Mundial de esta especialidad en el año 2000. En este torneo logró el subcampeonato tras caer en la final 6-2 ante la selección local, Brasil. En 2009 fue contratado nuevamente por el Sport Boys en su campaña en la Segunda División del Perú siendo cesado del cargo en la segunda rueda.

## Selección Peruana
Fue internacional con la selección de fútbol del Perú en 6 ocasiones. Su debut se produjo el 19 de septiembre de 1984, en un encuentro amistoso ante la selección de Uruguay que finalizó con marcador de 2-0 a favor de los uruguayos.

## Clubes

### Como jugador
| Club                      | País     | Año         |
| ------------------------- | -------- | ----------- |
| Sport Boys                | Perú     | 1981 - 1985 |
| Universitario de Deportes | Perú     | 1986        |
| Independiente Santa Fé    | Colombia | 1986 - 1987 |
| Montevideo Wanderers      | Uruguay  | 1988        |
| São Paulo FC              | Brasil   | 1989        |
| Unión Huaral              | Perú     | 1990        |
| UTC                       | Perú     | 1991 - 1992 |
| Deportivo Municipal       | Perú     | 1993        |
| Sport Boys                | Perú     | 1994 - 1995 |
| Guardia Republicana       | Perú     | 1996        |

### Como entrenador
| Club               | País | Año         |
| ------------------ | ---- | ----------- |
| Atlético Grau      | Perú | 2004        |
| Sport Boys         | Perú | 2005        |
| UTC                | Perú | 2006        |
| La Peña Sporting   | Perú | 2007        |
| Sport Boys         | Perú | 2009        |
| Walter Ormeño      | Perú | 2013        |
| Carlos A. Mannucci | Perú | 2015 - 2016 |
| Juan Aurich        | Perú | 2017        |
| Carlos Stein       | Perú | 2018        |

## Palmarés

### Como futbolista

#### Campeonatos nacionales
| Título                    | Club       | País | Año  |
| ------------------------- | ---------- | ---- | ---- |
| Primera División del Perú | Sport Boys | Perú | 1984 |